# Wavestar energy koncept
Wavestar energy koncept ideja je dvojice zaljubljenika u jedrenje, braće Nielsa i Kelda Hansena koji su još 2000. godine prilikom posjeta roditeljima razmišljali o ideji sakupljanja energije valova.  
To je platforma u oceanu koja preko mehanizama plutača i hidraulike sakuplja energiju valova i proizvodi električnu energiju. 
Energija valova obnovljivi je izvor energije i kao takav uživa pozornost znanstvenika i istraživača u novije doba. Međutim danas još uvijek teško nailazimo na komercijalne oblike ovakvih pretvornika energije.  
Razlog tomu jest još uvijek značajan broj izazova i poteškoća na koje istraživački timovi nemaju odgovore ili su trenutna rješenja preskupa. 
Neki od problema su: 
- snaga valova oscilira tokom vremena i relativno je sporih perioda (5 do 10 sekundi), dok generator električne energije zahtijeva kontinuitet i brzohodnost

- naprava mora biti u mogućnosti preživjeti oštećenja od oluja i koroziju uzrokovanu slanom vodom.
- mjesta na kojima su najčešća oštećenja su ležajevi, zavari, konopi za usidrenje. Zbog toga konstruktori moraju napraviti predimenzionirane prototipove čija je cijena previsoka za investitore i sponzore
- valovi generiraju oko 2,700 GW snage, ali zbog još nerazrađene tenhologije od toga se može izvući samo oko 500 GW

## Razvoj
2003. godine, nakon što je ideja razvijena, tvrtka Wavestar Energy otkupila je prava na uređaj braće Hansen uvidjevši veliki potencijal iskorištavanja energije valova. 
U 2004. počela su testiranja u bazenu za simuliranje na modelu u skali od 1:40 sa svrhom optimiziranja osnovnih konfiguracija sustava te kako bi se pratila proizvodnja električne energije prema uvjetima valova u Sjevernom moru. Preko 1300 različitih testiranja obavljena su na Sveučilištu u Aalborgu kako bi se poboljšao koncept i razjasnila sva pitanja koja su proizašla iz testiranja.
2005. osmišljen je model skale 1:10 koji bi se po prvi put spojio na električnu mrežu, a zamišljen i konstruiran je za uporabu u moru Nissum Bredning u Danskoj gdje su valovi otprilike veličine 1:10 prema onima u Sjevernom moru. Model je sadržao svu potrebnu instrumentaciju i kontrolne sustave kako bi mogao raditi bez nadzora. Nakon testiranja na suhom, model je pušten u pogon 24. srpnja 2006. i bio je duljine 24 m s plutačama promjera 1 m. Generirao je struju već pri valovima od samo 5 cm visine. Od tada zabilježio je više od 15,000 radnih sati u moru i preživio 15 oluja bez ikakve štete. To je bilo veliko postignuće s obzirom na to da dotad nitko nije uspio postaviti platformu bez većih tehničkih poteškoća.  
Posljednji model, skale 1:2 i duljine 40 m postavljen je kraj Hanstholma i priključen je na mrežu od 2009. godine. Sadrži istraživački namijenjene 2 plutače, svake promjera 5 m. Mjesečna proizvodnja električne energije počela se mjeriti 2010. i podaci se dostavljaju danskoj neprofitnoj državnoj instituciji pod upravljanjem ministarstva energetike( energiNet.dk). Nakon testiranja i optimizacije Wave Star je bio u mogućnosti proizvoditi struju i slati ju u mrežu 92 % vremena. To znači proizvodnju energije od 4,000-5,000 kWh mjesečno samo uz pomoć 2 plutača koje sakupljaju energiju valova. Za svako bilježenje proizvodnje iznad zelene krivulje Wavestar dobiva određen iznos novca. Zelena krivulja dogovorena je s energiNet-om i temeljena je na procijenjenom iznosu proizvodnje na početku mjerenja.

## Način rada
Wavestar uređaj uzima energiju iz snage valova pomoću plutača koje se dižu i spuštaju kao posljedica gibanja valova. 
Plutače su pričvršćene preko mehaničkih ruku za platformu koja čvrsto stoji ukopana u morsko dno na dubini od 7 do 30 m. 
Gibanje plutača transformirano je pomoću hidraulike (vidi PTO sustav u nastavku) u rotaciju generatora koji tako proizvodi struju.

### Power Take-Off (PTO) sustav
Apsorbiranje snage plutača obavlja se preko hidrauličnih cilindara, dovodeći tako energiju do zajedničkog sustava fiksnog tlaka s akumulatorima koji služe za izglađivanje izlaza energije. Energija pohranjena u tlaku pretvara se u električnu energiju na konstantnoj brzini pomoću hidrauličkih motora i generatora. Međupohrana pomoću ovih spremnika tako povezuje komplicirani proces skupljanja energije valova te proizvodnje energije. Ključni dio za omogućavanje ove tehnologije prijenosa implementiran je u cilindrima u kojima gotovo da nema gubitaka pri regulaciji izlazne sile. To se postiže pomoću posebnih cilindara s više komora, u kojima se različite komore mogu spajati prema raspoloživom tlaku sustava pomoću brzog otvaranja i zatvaranja ventila.
Detaljnije o načinu rada hidrauličkog sistema na ovim modelima te njihovim proračunima naći ćete ovdje.
Tokom svog gibanja, val prolazi ukupnom duljinom uređaja i pritom nailazi na kontakt s 20 plutača. Ovim načinom pogoni se motor i generator na kontinuiran način i osigurava jednoliku izlaznu energiju. Ovo je jedan od novijih koncepata u području koje se bavi energijom valova; jedan je od nekoliko načina kojima se pretvara oscilirajuća energija valova u brzohodnu rotaciju potrebnu za proizvodnju struje. 
Kao zaštita od preopterećenja, u slučaju prejakih valova (visina preko 8 m) ruke s plutačama podižu se iznad razine mora. Praćenje valova može biti preko prognoze ili direktno senzorima.

## Prednosti koncepta
- koncept ovog tipa prije svega proizvodi čistu energiju, bez emisije CO2.
- doprinosi razvoju daljnih tehnologija sakupljanja energije valova čiji se kapacitet tek počeo iskorištavati
- na platformama se omogućuje da se instaliraju solarni paneli i tako poveća proizvodnja energije

- na zabačenim mjestima ovakva bi elektrana mogla samostalno snabdijevati domaćinstva

## Nedostaci koncepta
- još uvijek nije spreman za komercijalnu upotrebu
- ulagačima je ulaganje u projekt izgradnje zasad skupo i neisplativo
- elektrana bi svojim položajem i pojavom mogla taj kraj osiromašiti s turističkog pogleda jer narušava izgled prirode